# Vinnie Jones
Vincent Peter „Vinnie“ Jones (* 5. Januar 1965 in Watford, England) ist ein ehemaliger britischer Fußballspieler. Noch während seiner aktiven Zeit als Fußballprofi begann er eine Karriere als Schauspieler.

## Fußballkarriere
Jones begann seine Karriere 1984 beim Wealdstone F.C. in der damals noch als Alliance Premier League bekannten fünften englischen Liga, wobei er parallel dazu noch auf Baustellen arbeitete. Nach 2 Jahren wechselte er für eine Saison nach Schweden zum IFK Holmsund in die niedrigste schwedische Profiklasse. Zwischen 1986 und 1990 spielte Jones für den FC Wimbledon (mit dem er in der Saison 1987/88 den FA Cup gewann) und Leeds United, bevor er nach kurzen Stationen bei den Teams von Sheffield United und dem FC Chelsea ab dem Jahr 1992 nochmals 6 Jahre für den FC Wimbledon antrat und schließlich bei den Queens Park Rangers als Spielertrainer seine aktive Karriere im Jahre 1999 beendete. Zudem wurde er 1994 in die walisische Nationalmannschaft berufen, für die er am 14. Dezember beim Qualifikationsspiel für die Fußball-Europameisterschaft 1996 gegen Bulgarien sein Debüt gab. Er war außerdem Kapitän der Auswahl.
Bekannt war er für seine körperbetonte Spielweise, die ihm seinen Spitznamen „die Axt“ einbrachte. Berühmt wurde er auch durch einen Schnappschuss, der ihn während eines Spiels zeigt, als er seinem Gegenspieler Paul Gascoigne in die Hoden greift. Beide stellten diese Szene auf einer gemeinsamen Tour 2019 spaßeshalber nach. Jones soll auch noch immer den Rekord für die schnellste gelbe Karte halten (innerhalb von drei Sekunden nach dem Anpfiff erhalten), die er sich als Spieler von Chelsea 1992 im Spiel gegen Sheffield United einfing. Jones wurde in seiner Karriere 13-mal des Feldes verwiesen, insgesamt bestritt er 438 Spiele im Profibereich.
Seit seinem Karriereende als Profi ist Jones dem britischen Fußball weiterhin tief verbunden. So wurde er 2001 bei einem Spiel von Carlisle United in der zweiten Halbzeit eingewechselt, spendete seine FA-Cup-Medaille seinem langjährigen Arbeitgeber, dem FC Wimbledon, oder übt das Amt des Präsidenten beim Non-League-Football-Klub Soham Town Rangers F.C. aus.

## Schauspielkarriere
Nebenbei schauspielte Jones in einigen Fernsehrollen, hatte eigene Radioshows und schrieb sechs Jahre lang für eine große englische Zeitung. Später wurde ihm von Guy Ritchie eine Rolle in dem Film Bube, Dame, König, grAS angeboten, die er annahm. Er entschied sich 1999 dazu, seine aktive Fußballkarriere zu beenden, um sich ganz auf die Schauspielerei zu konzentrieren. Hohen Bekanntheitsgrad als Schauspieler erreichte er in seiner zweiten Rolle für Guy Ritchie in dem Film Snatch – Schweine und Diamanten. Jones erwies sich als Naturtalent und erhielt viele Auszeichnungen (darunter „Best Newcomer from the Odeon Cinemas’ People’s Choice Awards“, „Best Debut Performance from the Variety Club of Great Britain“ und „Empire Magazine’s Best Newcomer“). Er spielte u. a. in den Filmen Nur noch 60 Sekunden und Passwort: Swordfish mit und schloss 2002 einen Vertrag über sechs Filmrollen mit Morgan Freeman ab. Zudem war er in dem Film Mean Machine zu sehen, in dem er den Ex-Kapitän der englischen Nationalmannschaft spielt, der wegen Körperverletzung im Gefängnis sitzt. In dem Film Eurotrip agierte er als Anführer der Hooligans von Manchester United. In X-Men 3 spielt er die Rolle des Juggernaut. 2008 übernahm er eine Rolle in dem Horrorfilm The Midnight Meat Train. In der Doku-Reihe Toughest Cops begleitete er Polizisten in verschiedenen Ländern bei ihrer täglichen Arbeit. 2024 spielte er in der Netflix-Serie The Gentlemen abermals unter dem Regisseur Guy Ritchie.

## Sonstiges
In einem ironischen Lehrvideo von 2011 der British Heart Foundation erläutert er als Gangsterboss die lebensrettende Herzdruckmassage.
Zu Weihnachten und zur Jahreswende 2023/24 trat Jones in dem Onlinespiel World of Tanks auf, bei dem er den Spielern Aufträge erteilte. Nach Abschluss einer bestimmten Anzahl von Aufträgen konnten die Spieler Vinnie Jones virtuell als Mitglied einer Panzercrew anheuern. Damit war er nach Chuck Norris, Arnold Schwarzenegger und Milla Jovovich der vierte Prominente, der für das Spiel gewonnen werden konnte.

## Filmografie (Auswahl)
- 1998: Bube, Dame, König, grAS (Lock, Stock & Two Smoking Barrels)
- 2000: Nur noch 60 Sekunden (Gone in Sixty Seconds)
- 2000: Snatch – Schweine und Diamanten (Snatch)
- 2001: Mean Machine – Die Kampfmaschine (Mean Machine)
- 2001: Passwort: Swordfish (Swordfish)
- 2002: Night at the Golden Eagle
- 2004: Survive Style (Survive Style 5+)
- 2004: Hawaii Crime Story
- 2004: Blast
- 2004: Eurotrip (EuroTrip)
- 2005: The Number One Girl
- 2005: Slipstream – Im Schatten der Zeit (Slipstream)
- 2005: Submerged
- 2005: Mysterious Island – Die geheimnisvolle Insel (Mysterious Island, Fernsehfilm)
- 2006: Johnny Was
- 2006: Played – Abgezockt (Played)
- 2006: X-Men 3: Der letzte Widerstand (X-Men: The Last Stand)
- 2006: She’s the Man – Voll mein Typ! (She’s the Man)
- 2006: The Other Half
- 2007: 7-10 Split
- 2007: Tooth & Nail
- 2007: Strength and Honour
- 2007: Die Todeskandidaten (The Condemned)
- 2008: Hell Ride
- 2008: The Midnight Meat Train
- 2008: Loaded
- 2009: The Heavy
- 2009: Year One – Aller Anfang ist schwer (Year One)
- 2009: Legend of the Bog
- 2009: Untitled
- 2010: Chuck (Fernsehserie, Folge 3x02 Chuck Versus the Three Words)
- 2010: Smokin’ Aces 2: Assassins’ Ball
- 2010: Locked Down
- 2011: Cross
- 2011: Bulletproof Gangster (Kill the Irishman)
- 2011: Blood Out
- 2011: The Cape (Fernsehserie, 6 Folgen)
- 2011: Age of the Dragons
- 2011: Küssen verboten! – Honeymoon mit Hindernissen (You May Not Kiss the Bride)
- 2011: Der Liquidator
- 2012: Madagascar 3: Flucht durch Europa (Madagascar 3: Europe’s Most Wanted, Stimme)
- 2012: Fire with Fire – Rache folgt eigenen Regeln (Fire with Fire)
- 2012: Company of Heroes
- 2012: Freelancers
- 2012: Hijacked – Entführt (Hijacked)
- 2013: Company of Heroes
- 2013: Elementary (Fernsehserie, 2 Folgen)
- 2013: Thrill To Kill
- 2013: Escape Plan
- 2013: Blood of Redemption (Vendetta)
- 2014: Psych (Fernsehserie, Folge 8x01)
- 2014: What the fuck heißt redirected? (Redirected)
- 2014: Lethal Punisher: Kill or be killed (A Certain Justice)
- 2014: Titanium – Strafplanet XT-59 (Вычислитель)
- 2014: Gutshots Straight
- 2014: Way of the Wicked – Der Teufel stirbt nie! (Way of the Wicked)
- 2014: Reaper
- 2014: Die Musketiere (The Musketeers, Fernsehserie, Folge 1x08)
- 2015: Gridlocked – In der Schusslinie (Gridlocked)
- 2015: Mercenary: Absolution (Absolution)
- 2015: Rivers 9
- 2015: Bite
- 2015: All In or Nothing
- 2015–2016: Galavant (Fernsehserie, 18 Folgen)
- 2015–2018: Arrow (Fernsehserie, 9 Folgen)
- 2016: Cross Wars – Das Team ist zurück (Cross Wars)
- 2016: Die glorreichen Sieben (The Magnificent Seven)
- 2018: Deception – Magie des Verbrechens (Deception, Fernsehserie, 13 Folgen)
- 2020: The Big Ugly
- 2021: Law & Order: Organized Crime (Fernsehserie, 8 Folgen)
- 2024: The Gentlemen (Fernsehserie, 8 Folgen)

## Privatleben
1994 heiratete Jones die Ex-Frau des Fußballspielers Steve Terry, Tanya Terry. Diese brachte eine Tochter mit in die Ehe, zusammen zeugten sie einen Sohn, Aaron. Er spricht sich auch mit den Worten „Ich bin sehr stolz, Brite zu sein, für das Königshaus und sehr konservativ eingestellt.“ („I am very proud of being British, very pro the monarchy and very Conservative.“) als Unterstützer der Conservative Party Englands aus.
Zwischen 2014 und 2015 besiegten sowohl Jones als auch dessen Frau gemeinsam eine Hautkrebserkrankung, an der sie unabhängig voneinander erkrankt waren. Seine Frau starb im Juli 2019 nach langer schwerer Krankheit.